# Акжарський сільський округ (Кармакшинський район)
Акжа́рський сільський округ (каз. Ақжар ауылдық округі, рос. Акжарский сельский округ) — адміністративна одиниця у складі Кармакшинського району Кизилординської області Казахстану. Адміністративний центр — село Акжар.
Населення — 1807 осіб (2021; 2293 у 2009, 2464 у 1999, 2339 у 1989).
Станом на 1989 рік існувала Акжарська сільська рада (села Акжар, Утрення Зоря). 2018 року було ліквідовано село Таншапаги, включивши його до складу села Акжар.

## Склад
До складу округу входять такі населені пункти:
| Населений пункт | Колишні назви | Населення, осіб (1989) | Населення, осіб (1999) | Населення, осіб (2009) | Населення, осіб (2021) |
| --------------- | ------------- | ---------------------- | ---------------------- | ---------------------- | ---------------------- |
| Акжар, село     | -             | 1700                   | 2436                   | 2231                   | 1807                   |
| Таншапаги, село | Утрення Зоря  | 639                    | 28                     | 62                     | -                      |